# Highland Acres
Highland Acres is een plaats (census-designated place) in de Amerikaanse staat Delaware, en valt bestuurlijk gezien onder Kent County.

## Demografie
Bij de volkstelling in 2000 werd het aantal inwoners vastgesteld op 3379.

## Geografie
Volgens het United States Census Bureau beslaat de plaats een oppervlakte van 4,1 km², waarvan 4,0 km² land en 0,1 km² water.

## Plaatsen in de nabije omgeving
De onderstaande figuur toont nabijgelegen plaatsen in een straal van 8 km rond Highland Acres.